# Jost Giese
Jost Giese (* 19. April 1953 in Meißen) ist ein deutscher Maler und Grafiker.

## Leben und Werk
Giese machte bis 1972 eine Ausbildung zum Elektromechaniker mit Abitur. Nach dem Dienst in der Nationalen Volksarmee studiert er von 1975 bis 1980 u. a. bei Arno Rink und Bernhard Heisig an der Hochschule für Grafik und Buchkunst Leipzig. Von 1980 bis 1983 war er dort Meisterschüler Heisigs. Seit 1983 arbeitete Giese freischaffend in Leipzig. Er unternahm Studienreisen u. a. in die Sowjetunion, nach Bulgarien, Südafrika, Südfrankreich und Italien.
Als Maler arbeitet Giese mit Vorliebe in der althergebrachten Technik der Kaseinmalerei auf Leinwand, häufig auf Papier. „Formal steht er in der Tradition der Kubisten und abstrakten Expressionisten, inhaltlich jedoch schließt er sich den Surrealisten an.“
Seit 1983 schuf er auch plastische Arbeiten. Als Zeichner begann er 1999 beidseitig auf Transparentkarton oder Bütten zu arbeiten. Ab 2002 entstanden „Auftütenbilder“, bei denen er bemalte Verpackungen, etwa benutzte Briefversandtaschen benutzt.
Giese sagte über seine Arbeit: „Das Bildformat ist für mich wie eine Bühne zum Theatermachen, wo ich selbst Autor, Regisseur und Mitspielender bin. Beim Malen formen sich Gestalten, die miteinander Beziehungen eingehen. Ich tausche sie aus, lasse sie verschwinden oder bringe neue dazu. Irgendwann dominiert dann eine Szene, eine Gestalt, ein Zusammenspiel – da fällt der Vorhang. Sichtbar ist dann nur noch das statische Resultat der Inszenierung. Das eigentliche Schauspiel findet beim Machen statt. Es gibt unerschöpfliche Möglichkeiten“.
Giese war 1982/1983 auf der Kunstausstellung der DDR vertreten. Er war bis 1990 Mitglied im Verband Bildender Künstler der DDR.

## Werke (Auswahl)
- Gehinderter Drachenflug (Pinselzeichnung, Tempera, 1980; im Bestand des Lindenau-Museums, Altenburg/Thüringen)
- Flötist B. Hilse (Tafelbild, Öl, 1981)
- Amphitheater in Plowdiw (Tafelbild, Öl; 1984)[3]
- Arche (Kasein auf Bütten, 2008; Werkverzeichnis 1103)[4]
- Der Gotod II (Kasein auf Leinwand; 2009; Werkverzeichnis 1124)[4]

## Einzelausstellungen (Auswahl)
- 1983 Leipzig, Galerie Süd (Malerei und Grafik)
- 1987 Erfurt, Galerie erph (Malerei und Grafik)
- 1989 Schwerin, Galerie Schwerin („Junge Kunst 89“; mit Wolfgang Henne, Michael Kunert und Steffen Volmer)
- 2016 Kühlungsborn, Kunsthalle